# Københavns Idrætsparks Svømmehal
Københavns Idrætsparks Svømmehal er en dansk virksomhedsfilm. Filmen er en tintet stumfilm.

## Handling
Københavns Idrætsparks svømmehal på Østerbro åbnede i 1930. Svømmehallen er bygget i neoklassicistisk stil og tegnet af arkitekterne Frederik Vilhelm Hvalsøe og Arthur Karl Johann Wittmack. Der er plads til 1200 mennesker på tilskuerpladserne. Filmen viser svømmehallens faciliteter, svømmeundervisning for børn,  maskinrummmet under svømmebassinet, kunstsvømning udført af bademester Octavius Sørensen, hold-kapsvømning og udspring fra 5- og 10-meter vippen og frisørsalonen. Herefter følger en kort animeret reklamefilm for svømmehallen. Tilbage til optagelser fra dampbadet, massage og pedicure samt billeder fra bassinet. Optagelserne er uden årstal.